# Philadelphion

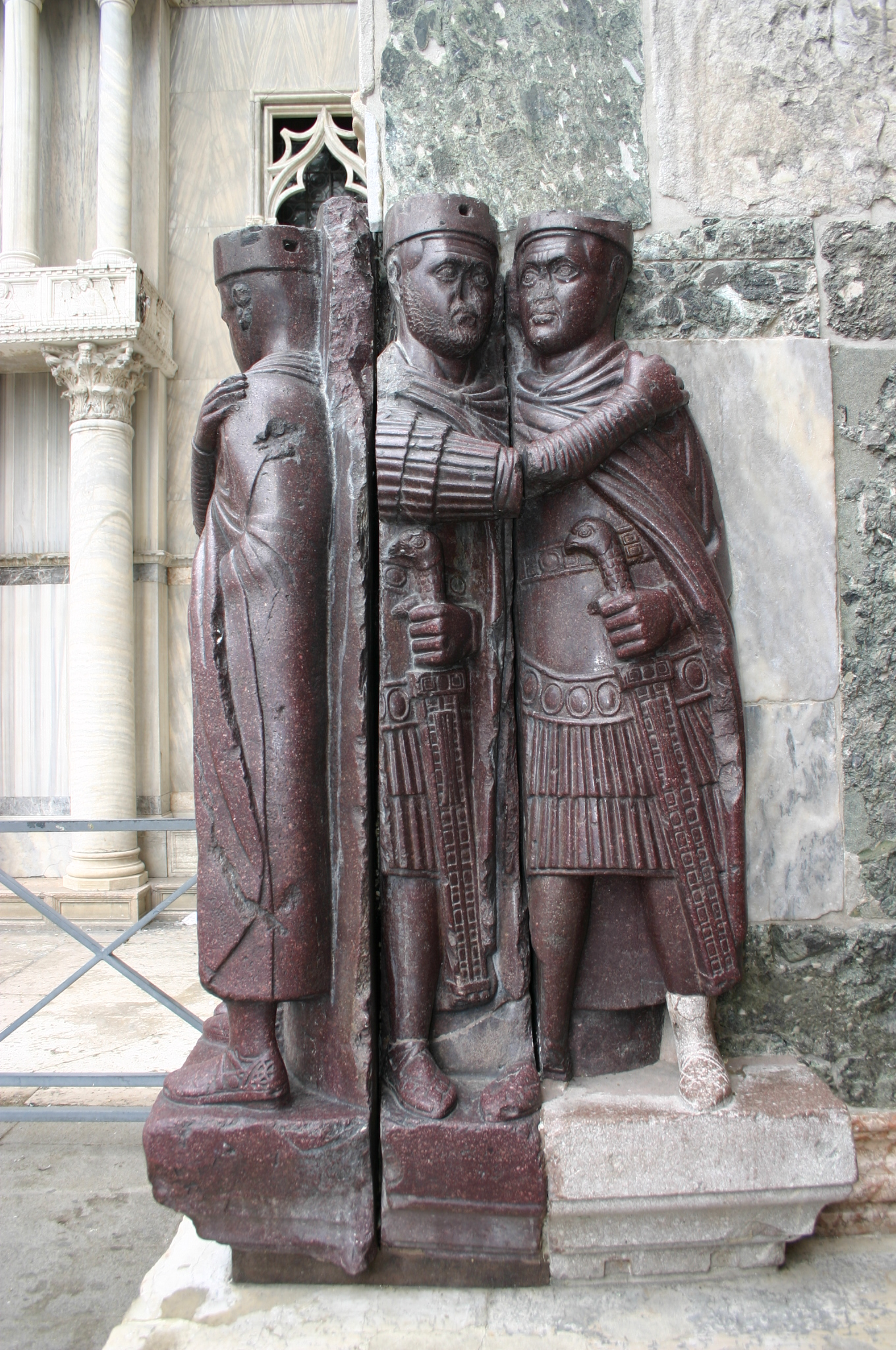
Il Gruppo dei tetrarchi a Venezia, forse originariamente collocato presso il Philadelphion

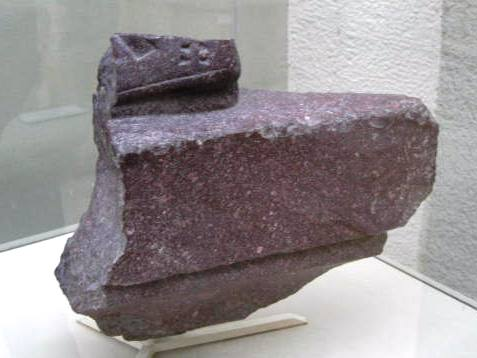
Porzione di tallone mancante conservata nel Museo Archeologico di Istanbul

Il Philadelphion (in greco Φιλαδελφείον?) era una parte della principale via di Costantinopoli (l'odierna Istanbul), la via Mese, dove secondo la tradizione i figli di Costantino si erano incontrati ed abbracciati dopo la morte del padre.

## Ubicazione
Dopo aver superato il Foro di Teodosio, la Mese Odos (la strada principale di Costantinopoli) si diramava in due direzioni. Una conduceva al quartiere oggi noto come Yedikule, passando per i quartieri di Aksaray e Cerrahpaşa. L'altra passava attraverso i quartieri di Şehzadebaşı e Fatih fino a raggiungere il quartiere di Edirnekapı (l'ex Porta di Carisio). Il Philadelphion era quel tratto della strada che andava dal Forum Tauri sino alla Chiesa dei Santi Apostoli. Gli studiosi moderni la situano fra l'Università di Istanbul e la moschea di Sehzade.

## Storia
Secondo il Parastaseis syntomoi chronikai, cronaca greca dell'VIII secolo, il sito del futuro Philadelphion era originariamente noto come Proteichisma ("muro anteriore") e sede di una porta nelle mura della città costruita dall'imperatore Caro (r. 282-283). Raymond Janin ha suggerito che questo Proteichisma fosse un muro difensivo esterno che proteggeva il muro eretto da Settimio Severo (r. 193-211) durante la sua ricostruzione di Bisanzio, forse un indizio che la città si era già espansa oltre il muro severiano. La Parastaseis registra la presenza di statue di Costantino il Grande (306-337), di sua madre Elena e dei suoi figli, seduti su troni, intorno a una grande colonna quadrilatera di porfido, sormontata da una croce dorata e contrassegnata dal segno di una spugna alla base, nonché di statue di Giuliano l'Apostata e di sua moglie, che la Parastaseis riporta erroneamente come Anastasia. Forse si trattava di una statua della sorella di Costantino, Anastasia. Secondo la Parastaseis, la colonna fu eretta da Costantino per commemorare la visione celeste della croce in quel luogo; gli studiosi moderni, tuttavia, ritengono che il complesso monumentale sia di data posteriore, per commemorare il ritrovamento della Vera Croce da parte di Elena. La Patria Costantinopolitana, inoltre, riporta che di fronte alla colonna si trovavano le statue di due figli di Costantino seduti su troni. Queste statue apparentemente sopravvissero fino all'inizio del XV secolo, quando furono popolarmente conosciute come i "Veri Giudici". La Parastaseis riporta che il luogo ricevette il nome di Philadelphion ("luogo dell'amore fraterno") da un gruppo statuario che mostrava l'incontro dei tre figli di Costantino in quel luogo dopo la sua morte, avvenuta nel 337, e il loro abbraccio come segno di devozione e sostegno reciproco. L'evento non ebbe mai luogo - i figli di Costantino si incontrarono solo brevemente in Pannonia dopo la sua morte - ma la statua probabilmente esisteva, come un'altra statua a tre teste di Costantino e di due dei suoi figli, Costante I e Costanzo II, simboleggiante l'amore reciproco, che la Parastaseis registra come perduta in mare all'epoca di Teodosio II (r. 402-450). Nel 1958, P. Verzone identificò con le statue citate nella Parastaseis i due gruppi statuari noti come i "Tetrarchi", saccheggiati durante la quarta crociata del 1204, portati a Venezia e incorporati nella Basilica di San Marco. Questa identificazione è stata rafforzata dalla scoperta di un frammento mancante del gruppo statuario vicino alla Moschea Bodrum, ma, come sottolineano i curatori della Parastaseis, "ci sono troppe discrepanze tra questi gruppi e le descrizioni di Parastaseis qui riportate per consentire qualsiasi certezza". Data l'imprecisione dei dettagli storici nella Parastaseis, è possibile che anche l'identificazione con i figli di Costantino sia errata, mentre non è chiaro dalla formulazione del testo se questo monumento sia sopravvissuto fino all'VIII secolo, o se sia stato distrutto molto tempo prima.